# Verran
Verran és un antic municipi situat al comtat de Nord-Trøndelag, Noruega. Té 2,609 habitants i té una superfície de 601.56 km². El centre administratiu del municipi és el poble de Malm.
Verran limita amb els municipis d'Åfjord a l'oest, amb Rissa al sud-oest, amb Leksvik al sud, amb Mosvik i Inderøy al sud-est, amb Steinkjer l'est, i amb Namdalseid al nord. Verran abasta la costa occidental del fiord de Beitstad, un braç del fiord de Trondheim. Hi ha tres grans llacs a Verran: l'Ormsetvatnet, el Selavatnet, i l'Holden. El riu Follaelva travessa el municipi i desemboca al fiord de Trondheim a Follafoss.
La silvicultura és una indústria important a Verran. També hi ha una gran fàbrica de paper a Follafoss.